# دیوالی (اداره)
«دیوالی» ششمین قسمت از فصل سوم مجموعه تلویزیونی کمدی آمریکایی اداره و در مجموع سی و چهارمین قسمت مجموعه است. نویسنده آن میندی کالینگ است که در این سریال در نقش کلی کاپور نیز بازی می‌کند و میگل آرتتا آن را کارگردانی کرده‌است. این قسمت نخستین بار در تاریخ ۲ نوامبر ۲۰۰۶، دوازده روز پس از تعطیلات دیوالی، از شبکه ان‌بی‌سی پخش شد.
این مجموعه زندگی روزمره کارمندان اداره‌ای در شعبه اسکرانتون، پنسیلوانیا، شرکت ساختی توزیع کاغذ داندر میفلین را به تصویر می‌کشد. در این قسمت، کلی کاپور (میندی کالینگ) اعضای اداره را به یک جشن دیوالی دعوت می‌کند، جایی که رایان هوارد (بی جی نواک) تلاش می‌کند تا بر والدین کلی تأثیر خوبی بگذارد و مایکل اسکات (استیو کارل) فکر می‌کند رابطه خود را با کارول استیلز (نانسی کرل) به مرحله بعدی می‌رساند. در همین حال، در شعبه استمفورد، جیم هالپرت (جان کرازینسکی) و اندی برنارد (اد هلمز) در حالی که دیر کار می‌کردند مست می‌شوند، و کارن فیلیپلی (راشیدا جونز) را به سمت جیم سوق می‌دهد و او را به خانه‌اش می‌رساند.
کالینگ و تهیه‌کننده اجرایی گرگ دنیلز پس از برگزاری یک مهمانی دیوالی در سال ۲۰۰۵ برای کارمندان سریال، ایده این قسمت به ذهنشان رسید. او تحقیقاتی راجع به فرهنگ هند انجام داد و قسمت حاصل از آن به جای قسمتی که مضمون هالووین داشت جایگزین شد. این قسمت را میگل آرتتا کارگردانی کرده‌است. طبق تحقیقات نیلسن، تخمین زده شده‌است که ۸٬۸ میلیون بیننده این قسمت را تماشا کرده‌اند. در بین بزرگسالان ۱۸ تا ۴۹ سال امتیاز ۴٬۲٫۱۰ را کسب کرد و در این گروه جمعیتی در رتبه اول قرار گرفت. استقبال انتقادی از این قسمت عمدتاً مثبت بود و بسیاری از نویسندگان کالینگ، عملکرد کارل و دیگر عناصر کمدی ستایش می‌کردند. در نتیجه این قسمت، اداره اولین سریال کمدی آمریکایی بود که تعطیلات را به تصویر کشید، و بسیاری از مفسران این امر را کمک به معرفی آداب و رسوم هند به مخاطبان آمریکایی می‌دانند.

## تأثیر فرهنگی
در نتیجه این قسمت، اداره اولین مجموعه کمدی آمریکایی بود که تعطیلات دیوالی را به تصویر می‌کشد. لورن مارکو از هاف‌پست این قسمت را به دلیل کمک به معرفی دیوالی به عموم آمریکا مورد تأیید قرار داده و نوشته‌است که «این نمایانگر روشن‌ترین کانون توجهی است که تاکنون در دیوالی در ایالات متحده تابیده شده‌است.» کاترین آ. لوتر، کارولین رینگر لپره و نعیما کلارک در کتاب خود در سال ۲۰۱۲ تنوع در رسانه‌های جمعی ایالات متحده اظهار داشتند که "دیوالی" "مخاطبان را با رقص و آواز هندی آشنا می‌کند ، سنتی که کمتر در تلویزیون دیده می‌شود."